# Compression de gain

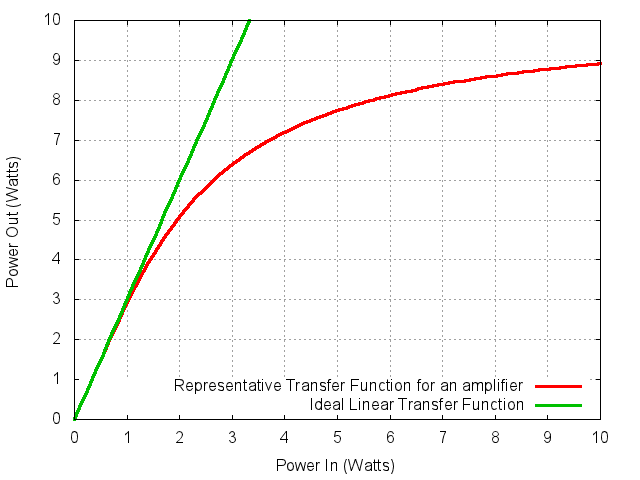
Courbes de transfert de puissance pour un amplificateur avec un gain de 3 (4,77 dB). La courbe verte représente un amplificateur idéal, dans lequel la puissance de sortie est égale à 3 fois la puissance d'entrée. La courbe rouge représente un amplificateur typique, qui ne peut fournir le gain que jusqu'à un certain niveau de puissance avant d'atteindre la saturation. La compression du gain est la différence entre la courbe verte et la courbe rouge.
Un paramètre important de la compression du gain est l'OP1dB qui est la puissance d'entrée qui entraîne une compression de 1 dB de la puissance de sortie (OP). Dans cet exemple, l'OP1dB est d'environ 2 watt car à ce niveau de puissance d'entrée, la courbe verte est à 6 watt et la courbe rouge est à environ 5 watt. Le rapport de 5/6 est de 83,3%, alors qu'une perte de 1 dB est un rapport de.

La compression de gain est une réduction du gain différentiel ou de pente causée par la non-linéarité de la fonction de transfert du dispositif d'amplification. Cette non-linéarité peut être causée par la chaleur due à la dissipation de puissance ou par saturation du composant actif au-delà de sa région linéaire. Il s'agit d'un phénomène de circuit du type grands signaux ou courants forts.

## Caractéristique
La compression de gain est une caractéristique dans tout système ayant une grande dynamique, comme en audio (dynamique sonore) ou en RF (variation   du signal de réception radio en fonction de la mobilité ou des conditions atmosphériques). Elle est plus courante dans les circuits à tubes à vide que dans les circuits à transistors, en raison des différences de topologie, ce qui peut être à l'origine des différences de performances audio appelées "tube sound (en)". Les amplificateurs RF frontaux des récepteurs radio sont particulièrement sensibles à ce phénomène lorsqu'ils sont surchargés par un fort signal indésirable.

## Différences entre écrêtage et compression
L'écrêtage, en tant que forme de compression du signal, diffère du fonctionnement du compresseur de dynamique audio typique des studios d'enregistrement, dans lequel la compression du gain n'est pas instantanée (elle est retardée dans le temps par les paramètres d'attaque et de relâchement).
L'écrêtage détruit toute information audio qui dépasse un certain seuil. La compression et la limitation modifient la forme de l'onde dans son ensemble, et pas seulement la forme de l'onde au-dessus du seuil. C'est pourquoi il est possible de limiter et de compresser avec des rapports très élevés sans provoquer de distorsion.

### Limitation ou écrêtage
Le gain est une opération linéaire. La compression du gain n'est pas linéaire et, en tant que telle, son effet est une distorsion, en raison de la non-linéarité de la caractéristique de transfert qui entraîne également une perte de "pente" ou de gain "différentiel". Ainsi, la sortie est inférieure à ce que l'on attendait en utilisant le gain de l'amplificateur du " modèle de petit signal ".
Dans le cas de l'écrêtage, le signal est brusquement limité à une certaine amplitude et est donc déformé en restant sous ce niveau. Cela crée des harmoniques supplémentaires qui ne sont pas présentes dans le signal d'origine.
Une limitation "douce" signifie qu'il n'y a pas de "point d'inflexion" net dans la caractéristique de transfert. Un signal sinusoïdal qui a été légèrement écrêté ressemblera plus à une signal carré, avec des bords plus arrondis, mais aura toujours une distorsion avec de nombreuses harmoniques supplémentaires.

### Compression
La compression du gain est causée par les caractéristiques non linéaires du composant lorsqu'il fonctionne à de grandes amplitudes. Avec n'importe quel signal, lorsque le niveau d'entrée est augmenté au-delà de la plage linéaire de l'amplificateur, une compression du gain se produit.
Le point de fonctionnement d'un transistor peut se déplacer avec la température, donc une puissance de sortie plus élevée peut entraîner une compression en raison de la dissipation du collecteur. Mais il ne s'agit pas d'un changement de gain, mais d'une distorsion non linéaire. Le niveau de sortie reste relativement le même lorsque le niveau d'entrée augmente. Une fois que la partie non-linéaire de la caractéristique de transfert d'un amplificateur est atteinte, toute augmentation de l'entrée ne sera pas compensée par une augmentation proportionnelle de la sortie. Il y a donc compression du gain. De plus, à ce moment-là, comme la fonction de transfert n'est plus linéaire, il en résulte une distorsion harmonique.

#### Compression intentionnelle
Dans la compression intentionnelle (parfois appelée contrôle automatique de gain ou compression du niveau audio) telle qu'elle est utilisée dans les dispositifs appelés "compresseurs d'amplitude dynamique", le gain global du circuit est activement modifié en réponse au niveau de l'entrée dans le temps, de sorte que la fonction de transfert reste linéaire sur une courte période de temps. Une onde sinusoïdale entrant dans un tel système ressemblera toujours à une onde sinusoïdale à la sortie, mais le gain global varie en fonction du niveau de cette onde sinusoïdale. Au-delà d'un certain niveau d'entrée, l'onde sinusoïdale de sortie aura toujours la même amplitude. Le niveau de sortie de la compression intentionnelle varie dans le temps, afin de minimiser le comportement non linéaire. Avec la compression de gain, c'est l'inverse, sa sortie est constante. À cet égard, la compression intentionnelle a un but moins artistique.

## Phénomène de compression dans le domaine des radiofréquences
La compression de gain dans les amplificateurs RF est similaire à l'écrêtage doux. Cependant, dans les systèmes à bande étroite, l'effet ressemble davantage à une compression de gain, simplement parce que les harmoniques sont filtrées après l'amplification. De nombreuses fiches techniques (datasheet) (en) d'amplificateurs RF mentionnent les valeurs de point de compression à 1 dB au lieu d'indications de distorsion car il est plus facile à mesurer et plus important que les chiffres de distorsion dans les amplificateurs RF non linéaires.
Dans les systèmes à large bande passante et à basse fréquence, les effets non linéaires sont facilement visibles sur un oscilloscope, par exemple la sortie est écrêtée. Pour voir la même chose à une fréquence de 1 GHz, il faut un oscilloscope avec une large bande passante d'au moins 10 GHz. En analysant ce signal écrêtée avec un analyseur de spectre, on observe la fondamentale comprimée et l'apparition des harmoniques.

### Exemples de compression RF
Un amplificateur linéaire RF à faible facteur de bruit, s'il est alimenté entre une antenne directionnelle et un récepteur grand public de 900 MHz, devrait améliorer la portée de transmission. Cela fonctionne, mais le récepteur peut aussi capter un couple de stations UHF autour de 700 MHz.
Par exemple, si le canal 54 transmet des signaux modulés en AM, FM, et PM avec une puissance de 6 MW, le récepteur RF, s'attendant à −80 dBm de puissance reçue, serait grossièrement surchargé et générerait des produits d'intermodulation. C'est un effet typique de la compression de gain.

## Haut-parleurs de forte puissance
La compression de puissance est une forme de compression du gain qui se produit dans les bobines mobiles des haut-parleurs lorsqu'elles chauffent et augmentent leur résistance électrique. Cela entraîne une diminution de la puissance tirée de l'amplificateur et une réduction du niveau de pression acoustique.